# Montagut i Oix
Montagut i Oix är en kommun i Spanien.   Den ligger i provinsen Província de Girona och regionen Katalonien, i den östra delen av landet, 600 km öster om huvudstaden Madrid. Antalet invånare är 978. Arean är 94 kvadratkilometer. Montagut i Oix gränsar till Albanyà, Sales de Llierca, Tortellà, Argelaguer, Sant Jaume de Llierca, Sant Joan les Fonts, Castellfollit de la Roca, La Vall de Bianya, Camprodon och Lamanère. 
Terrängen i Montagut i Oix är huvudsakligen kuperad.